# 梁鳣
梁鳣（前522年—?），字叔鱼。春秋时期齐国人，《史记集解》作梁鲤。孔子弟子，列位第三十。
孔子弟子梁鳣作为先秦儒学的重要一环，其上接孔子，下承孟荀，仲梁氏之儒是先秦时期儒家重要分派之一。其中，仲梁氏应指梁鳣、梁赎二人。“仲梁氏之儒”指梁鳣、梁赎、曾参、子夏等孔子门人提倡以农为本、礼乐社祭、忠孝修身之道。在中国儒学史乃至中国思想上都占有及其重要的地位。

## 生平
梁鳣小孔子二十九岁。《孔子家语》作梁鳣小孔子三十九岁，梁鳣从学孔子周游列国。从游圣门长久，叔鱼后迁居鲁国曲阜。叔鱼年三十而无子，欲出其妻，商瞿戒其无忧，恐晚生，二年后果得子赎。
孔子晚年时(约公元前482年)，在梁鳣支持下，与师兄弟及其弟子共同修编 代表孔子儒学思想体系的著作《论语》。还缮写《春秋》、《尚书》、《孔子家语》；修订《礼》、《乐》、《御》、《数》等。其子梁赎亦师从曾参，又兼子夏之学，自成一派，人称仲梁氏之儒。

## 歷代追封
- 漢明帝永平十五年（72年）封以京侯，從祀孔廟。
- 唐玄宗開元二十七年（739年）封梁伯。
- 宋真宗大中祥符二年（1009年）封千乘侯。
- 明世宗嘉靖九年（1530年）封先賢梁子。